# Tidaholms bruk
Tidaholms bruk („Tidaholm-Werk“ oder „Tidaholm-Mühle“), seit 1890 Tidaholms Bruk AB war ein schwedischer Industriekonzern mit Wurzeln, die bis ins Spätmittelalter reichen. Er war ein Eisenwerk und produzierte auch landwirtschaftliches Gerät, Möbel und Einrichtungsgegenstände, Pferdewagen und schließlich auch Nutzfahrzeuge und Omnibusse, die überwiegend unter dem Markennamen Tidaholm und seltener als Castor vermarktet wurden.

## Unternehmensgeschichte

### Im 19. Jahrhundert

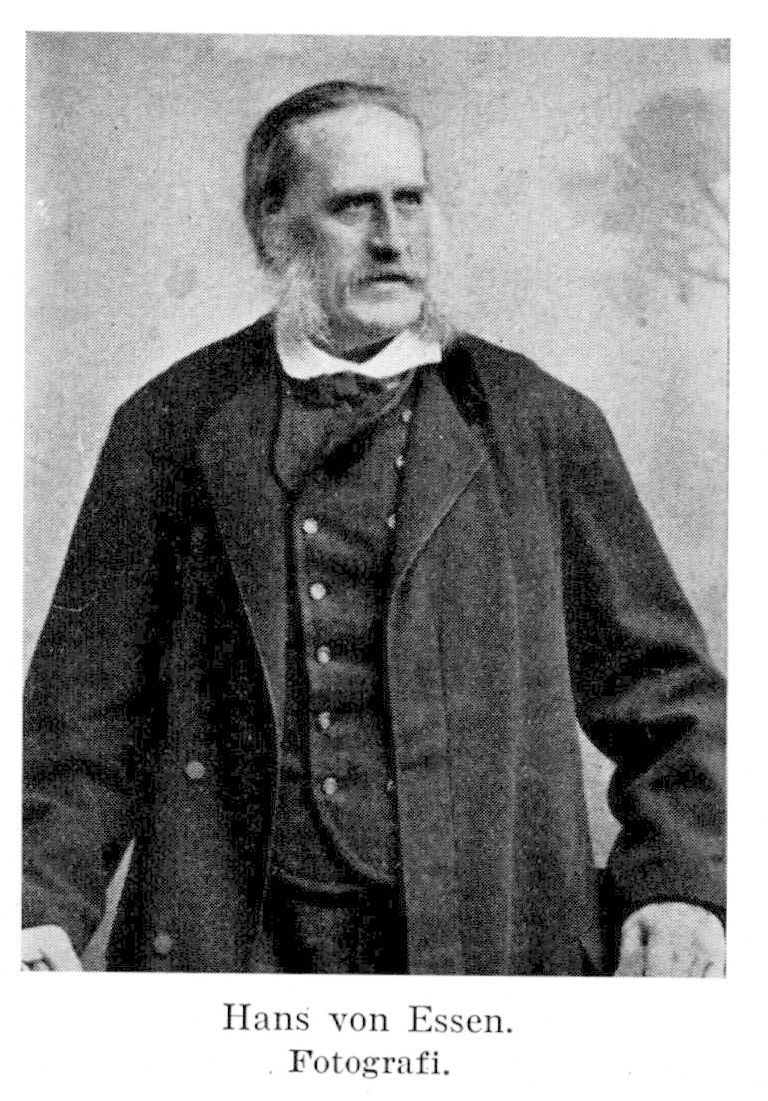
Hans Henrik von Essen (1820–1894)

Die Tidaholms Bruks entstanden auf Vulcanön, einer von zwei Inseln im Fluss Tidan, um einen mindestens seit dem 16. Jahrhundert bestehenden Gutsbetrieb. Später wurde dort eine Schmiede errichtet, und allmählich schlossen sich weitere Betriebe an. Das Gut gehörte seit der ersten Hälfte des 18. Jahrhunderts der adligen Familie von Essen. und umfasste auch eine Säge und eine Mühle. Die Familie bewohnte seit 1723 das Herrenhaus Kavlås bei Tidaholm und besaß ausgedehnte Ländereien. Seit 1799 bestand ein Recht zum Walzen von Eisen, weshalb dies als offizielles Gründungsdatum der Tidaholms bruks gilt. Die Besitzverhältnisse vor 1846 sind unklar. In diesem Jahr erwarben der Berufsoffizier Fredrik Ulrik von Essen (1788–1855), zuletzt Inspekteur der Kavallerie im Rang eines Generalmajors, und einer seiner Söhne, Hans Henrik von Essen (1820–1894) die Eisenhütte. Fredrik Ulrik von Essen ist auch der Vater des späteren Finanzministers und Reichsmarschalls Fredrik von Essen (1831–1921).
Auch für Hans Henrik war eine militärische Laufbahn vorgesehen. Er verließ die Armee im Rang eines Rittmeisters. Seit 1843 hatte er die Annefors-Eisenhütte gepachtet, die nur eine Meile nördlich vom heutigen Tidaholm lag, und die er später erwerben konnte. Am 27. Juni 1853 übernahm er den Betrieb in Tidaholm ganz. Er ersetzte die unrentable Schmiede durch eine Tischlerei mit Wagenbau. Tidaholms bruk stellte nun auch Fenster, Möbel und Kutschen her.

#### Andere Geschäftsfelder

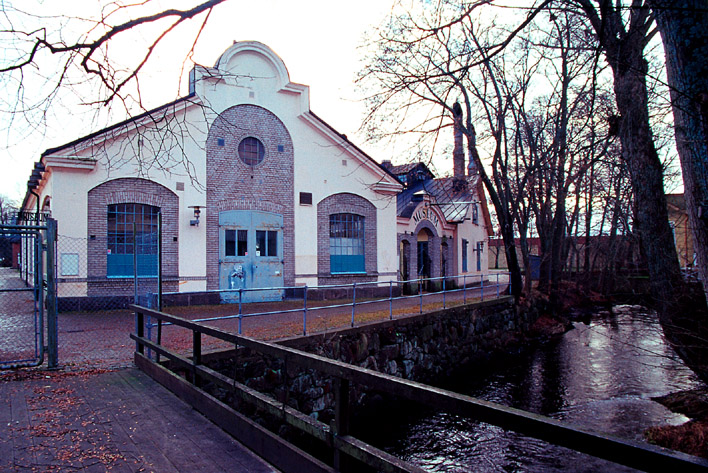
Vulcans Tändsticksfabriks A.B.: Die ehemalige Werkstatt zur Herstellung und Wartung der Maschinen für die Streichholzproduktion auf Vulcanon ist heute ein Museum

Die Familie von Essen hatte weit verzweigte Interessen in Industrie und Landwirtschaft. Dazu gehörte auch die von Hans Henrik von Essen 1869 mitbegründete Vulcan-Streichholzfabrik. Mit seinem britischen Geschäftspartner James Blackwood organisierte von Essen 1874 die Zellulose- und Papierfabrik Sphinz AB in Tidaholm, die von Blackwood geleitet wurde. 1876 war von Essen am Bau der Bahnstrecke Svensbro–Tidaholm beteiligt. Die Vulcan-Fabrik übernahm 1882 die Sphinz AB und wurde bis 1900 der größte Streichholzhersteller der Welt mit weit über 1000 meist weiblichen Angestellten.

### Alfred von Essen
1890 wurde das Unternehmen als Tidaholms bruk Aktiebolag organisiert. Hans Henrik von Essen verstarb 1894 auf seinem Landsitz Helliden in Tidaholm, das er 1854 hatte erbauen lassen. Sein Sohn Alfred von Essen (1869–1937) trat seine Nachfolge an. Auch er investierte nicht nur in das Unternehmen, sondern auch in die Infrastruktur des Orts und insbesondere die bessere Anbindung von Tidaholm an die Eisenbahn. Davon profitierten natürlich auch seine bedeutendsten Betriebe Vulcan und Tidaholms bruk. Alfred von Essen war einer der Initiatoren der 1906 eröffneten Bahnstrecke Tidaholm–Vartofta und wurde der Vorsitzende der Betreibergesellschaft Tidaholms Järnvägsaktiebolag. Bereits 1895 erhielt Tidaholm den Status einer Minderstadt (Köping), was in Zusammenhang mit dem wirtschaftlichen Erfolg der verschiedenen Unternehmen gestanden haben dürfte. 1910 erhielt Tidaholm das Stadtrecht.

### Automobile und Nutzfahrzeuge

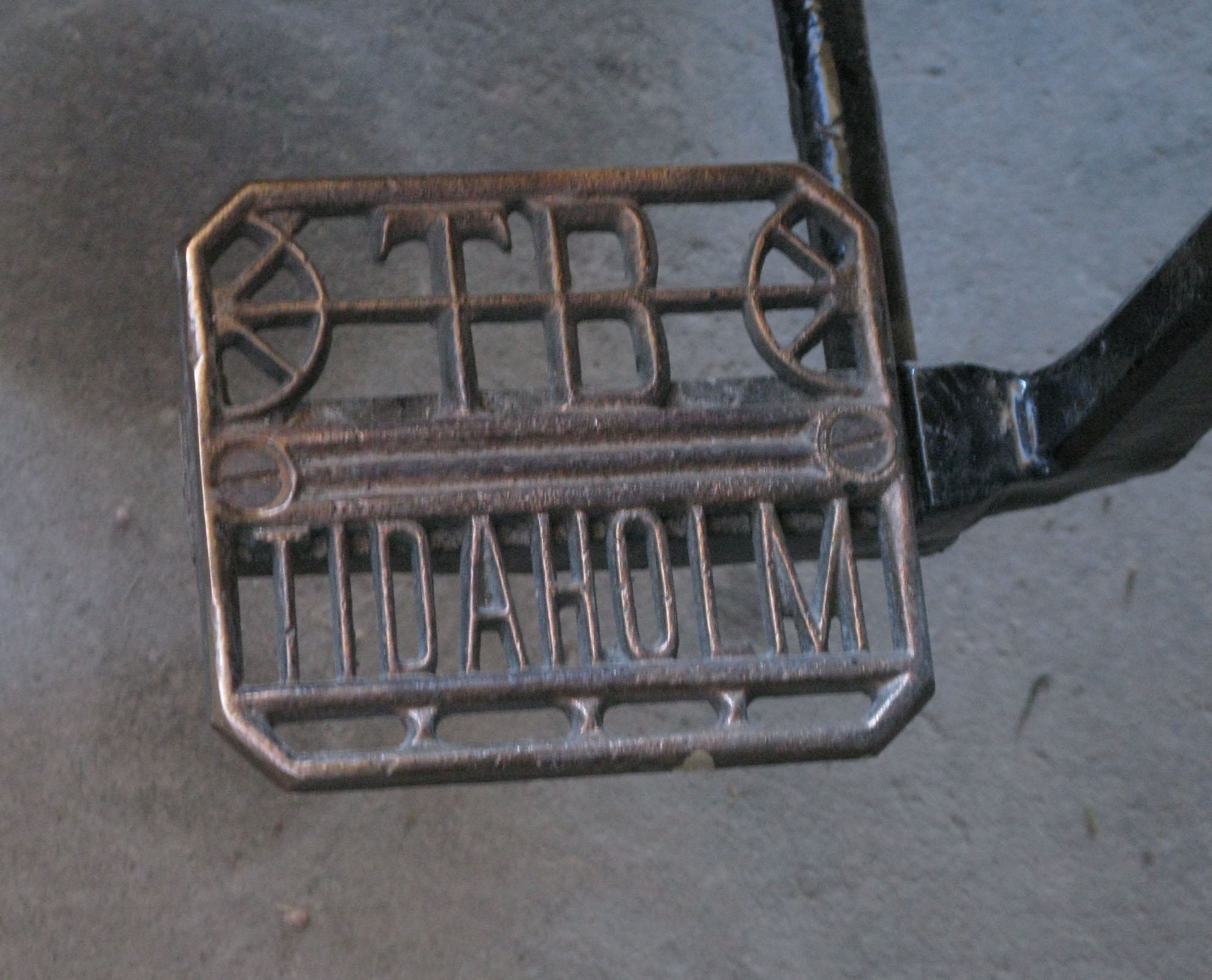
Trittstufe mit Markenlogo an einem frühen Tidaholm-Lkw

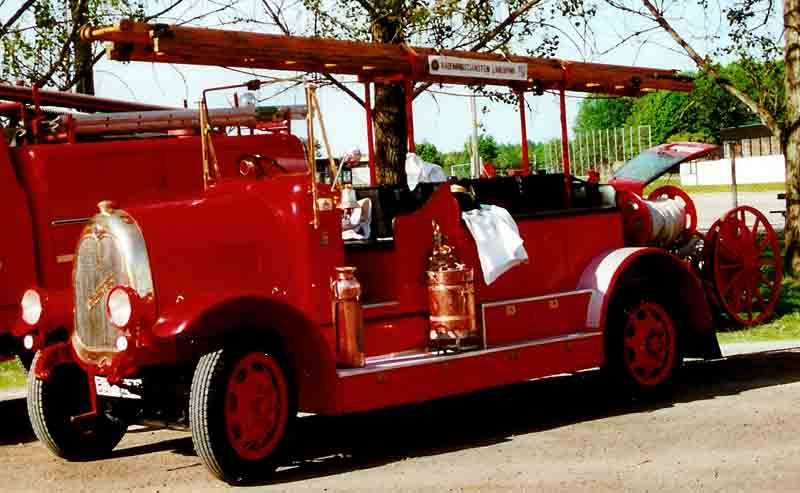
Erhaltenes Löschfahrzeug der Feuerwehr Linköping (1924), wahrscheinlich Tidaholm TSL

Seit etwa 1902 experimentierte Tidaholms bruk mit Motorfahrzeugen. Nach einer Quelle entstanden zunächst Versuchsfahrzeuge, die für den Eigenbedarf des Werks und offenbar ohne Vermarktungsabsichten gebaut wurden. Als Konstrukteur wird ein im Unternehmen angestellter Mechaniker, Gottfrid Lindström, genannt. Dieser hatte in den 1890er Jahren mit seinen Brüdern David und Aron nahe Tidaholm eine Fahrradfabrik betrieben, ehe Gottfrid 1895 in die Vereinigten Staaten ging, wo er in Kontakt zu Automobilen und ihrer Herstellung kam. Als er 1902 nach Tidaholm zurückkehrte, brachte er viele Ideen mit. Ob ihn das Werk wegen dieser Ideen anstellte oder ob er seine Vorgesetzten vom Motorfahrzeug überzeugte, ist unklar.
Der Bau des ersten Lkw, genannt Tor oder Tor I, war nach einem halben Jahr abgeschlossen, obwohl selbst der Motor und der Vergaser eigene Konstruktionen waren. 1903 wurde das Fahrzeug erprobt und nach einer Quelle an eine Glasfabrik ausgeliefert. Diese gab das Fahrzeug zurück, weil es für die schlechten Straßen nicht geeignet war. Erst 1905 folgten ein weiterer Lkw, Tor II genannt. 1906 entstand ein kleineres Fahrzeug, das sowohl für den Personen- wie für den Warentransport geeignet war. Zu ersterem wurden seitliche Sitzbänke angebracht. Bis 1913 entstanden vereinzelt weitere Automobile, eines davon mit einem Bugatti-Motor. Es scheint, dass sie auf Bestellung und nach den Wünschen des Kunden gebaut wurden, sodass jedes ein Unikat gewesen sein muss.
Offenbar waren die Versuche mit Motorfahrzeugen so ermutigend, dass Tidaholms bruk nun an eine reguläre Produktion von Nutzfahrzeugen in kleinem Umfang dachte. Sie begann 1907. Der Markenname war von Anfang an Tidaholm. Zu dieser Zeit kann allerdings noch nicht von einer Serienfertigung ausgegangen werden, eher von der Fabrikation eines bestimmten Modells von Hand und mit hoher Verarbeitungsqualität. Erwähnt werden die früh eingeführte Austauschbarkeit der Bestandteile und Motorentestanlagen – beides damals keine Selbstverständlichkeit – und eine effiziente Fertigungskontrolle. Tidahomls bruk gewährte 6 Monate Garantie auf seine Fahrzeuge und bot als besondere Dienstleistung an, für einen vereinbarten Zeitraum einen erfahrenen Fahrer abzustellen, der den Kunden einwies. 1910 verlangte das Werk dafür 10 Kronen am Tag.
Ab 1915 wurde gelegentlich der Markenname Castor verwendet. Die Gründe dafür sind unklar. Unter diesen Modellen gab es einen Lkw, der zum offenen Bus umgebaut werden konnte und den Passagieren minimalen Wetterschutz bot. Zu dieser Zeit wurden auch Feuerwehr-Einsatzfahrzeuge angeboten.

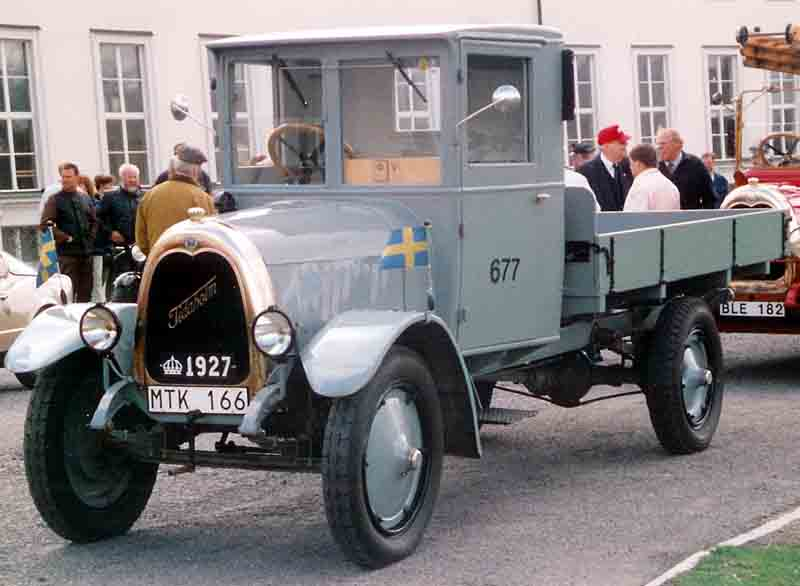
Restaurierter Eillastwagen Tidaholm TSL von 1927

1917 hatte das Unternehmen einen Höchststand von 200 Angestellten. In den schwierigen Jahren nach dem Ersten Weltkrieg ging der Bestand nach einer Quelle bis auf 10 zurück, erholte sich aber wieder und erreichte um 1920 wieder 200 Mitarbeiter. 1912 waren sieben Nutzfahrzeuge nach Schweden eingeführt worden; 1920 waren es bereits 2.437. Die Feuerwehrorganisation von Jönköping bestellte 1922 fünf Fahrzeuge. Zu dieser Zeit wurden Dreiseitenkipper auf dem Fahrgestell des Tidaholm T4 angeboten, und mit dem TSL Eillastwagen – heute würde man ihn „Transporter“ nennen – war ein unkompliziertes und zuverlässiges leichteres Nutzfahrzeug erhältlich, das sich zu einem großen Erfolg entwickelte. Die Leistung des Vierzylinders wird recht unterschiedlich mit 26, 40 oder 45 PS angegeben, wobei möglicherweise später stärkere Motoren verwendet wurden. Ein elektrischer Anlasser gehörte zur Ausstattung.

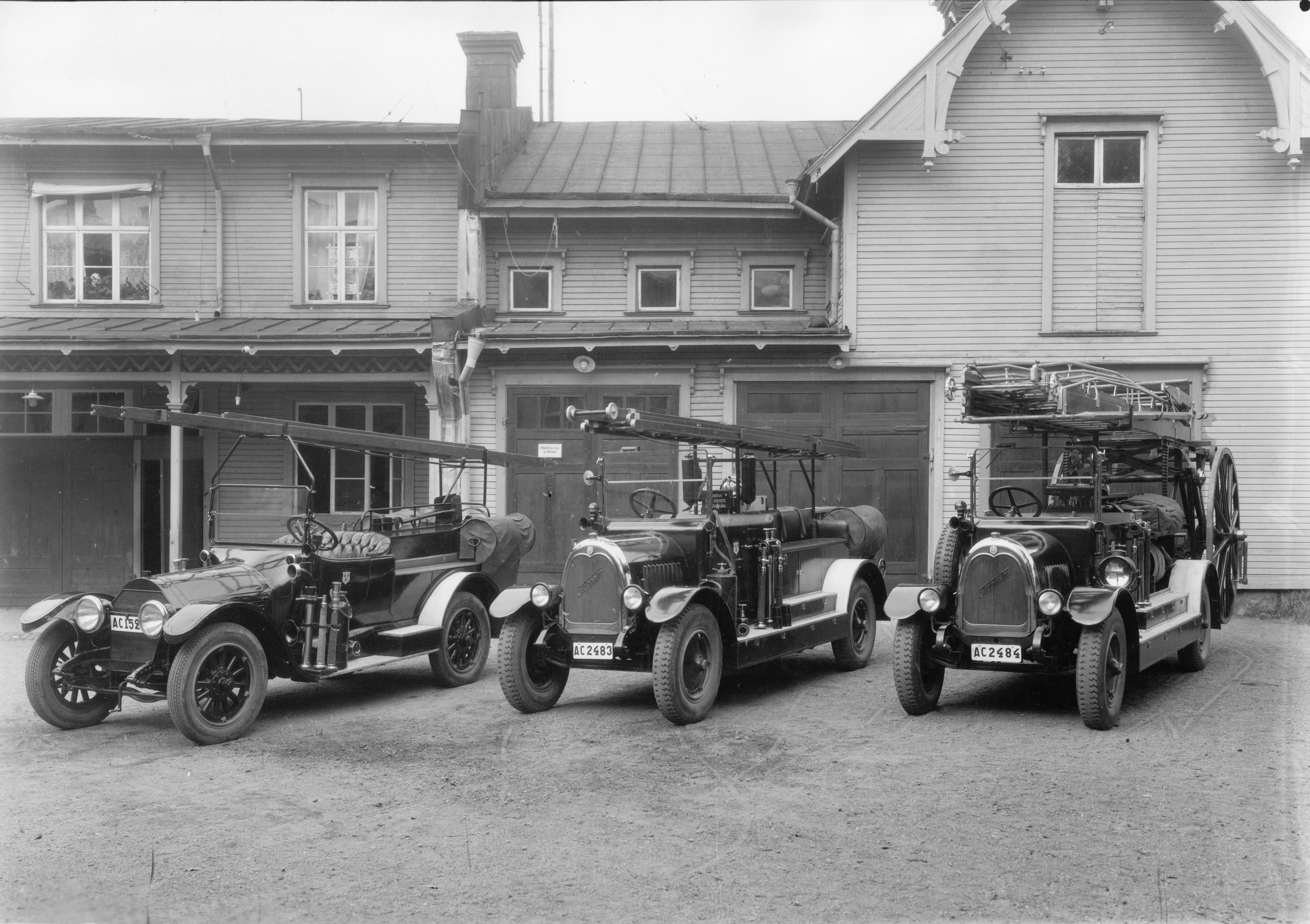
Zwei dieser Feuerwehr-Löschzüge der Feuerwehr Umeå sind Tidaholm, wahrscheinlich vom Typ TSL. Aufnahme des Stadtarchivs Umeå, ca. 1929

Zu den Neuerungen von 1923 gehörten eine 15 Meter lange Ausziehleiter und eine automatische Heckentriegelung für den Kipper. Weiterhin wurden Tidaholm-Fahrzeuge auch in größeren Stückzahlen an die schwedische Armee, die Post und andere Regierungsstellen geliefert. Der Ausstoß lag in diesem Jahr bei 150 Fahrzeugen, und der Mitarbeiterstand von 1917 wurde wieder erreicht. Die Geschäftsleitung lotete immer wieder andere Marktsegmente aus. Ein mit Generatorgas angetriebener und hauptsächlich mit Holz befeuerter Motor war ab 1924 lieferbar, erreichte aber keine nennenswerten Stückzahlen, eine Erfahrung die auch andere, wie die britischen Nutzfahrzeughersteller Gilford und später auch Sentinel machen mussten. Um 1925 bis 1926 entstanden drei Prototypen als Spähpanzer auf einem wahrscheinlich verstärkten Tidaholm-Fahrgestell. Sie waren gepanzert und trugen einen Turm auf dem Dach. 1926 wurden fünf Omnibusse an einen der Stockholmer Verkehrsbetriebe ausgeliefert. 1929 wurden hydraulische Zweikreisbremsen, Mehrstoffmotoren und eine schwere Sechszylinderreihe eingeführt, letztere auf Wunsch mit Schlafabteil und Nutzlasten bis 9 t. Dieser Lkw war mit dreiachsig, mit angetriebenen Hinterachsen lieferbar. Konstrukteur war Allan Lindström, ein Neffe von Gottfrid Lindström, der die ersten Tidaholm-Motorfahrzeuge entwickelt hatte.
1931 beschaffte einer der Stockholmer Verkehrsbetriebe sehr elegante Busse mit Aufbauten der Schwedischen Eisenbahnwerkstätten „Svenska Järnvägsverkstäderna“ auf dreiachsigen Tidaholm-Fahrgestellen. Zuletzt machte das Unternehmen 1932 auf sich aufmerksam, als es einen riesigen, möglicherweise „Bulldog“ genannten, Omnibus mit zwei angetriebenen Hinterachsen und Platz für 72 Passagiere anbot. Das Fahrzeug galt mit 10,5 Meter Länge als größter in Skandinavien hergestellter Bus. Nur wenige wurden hergestellt.

### Niedergang

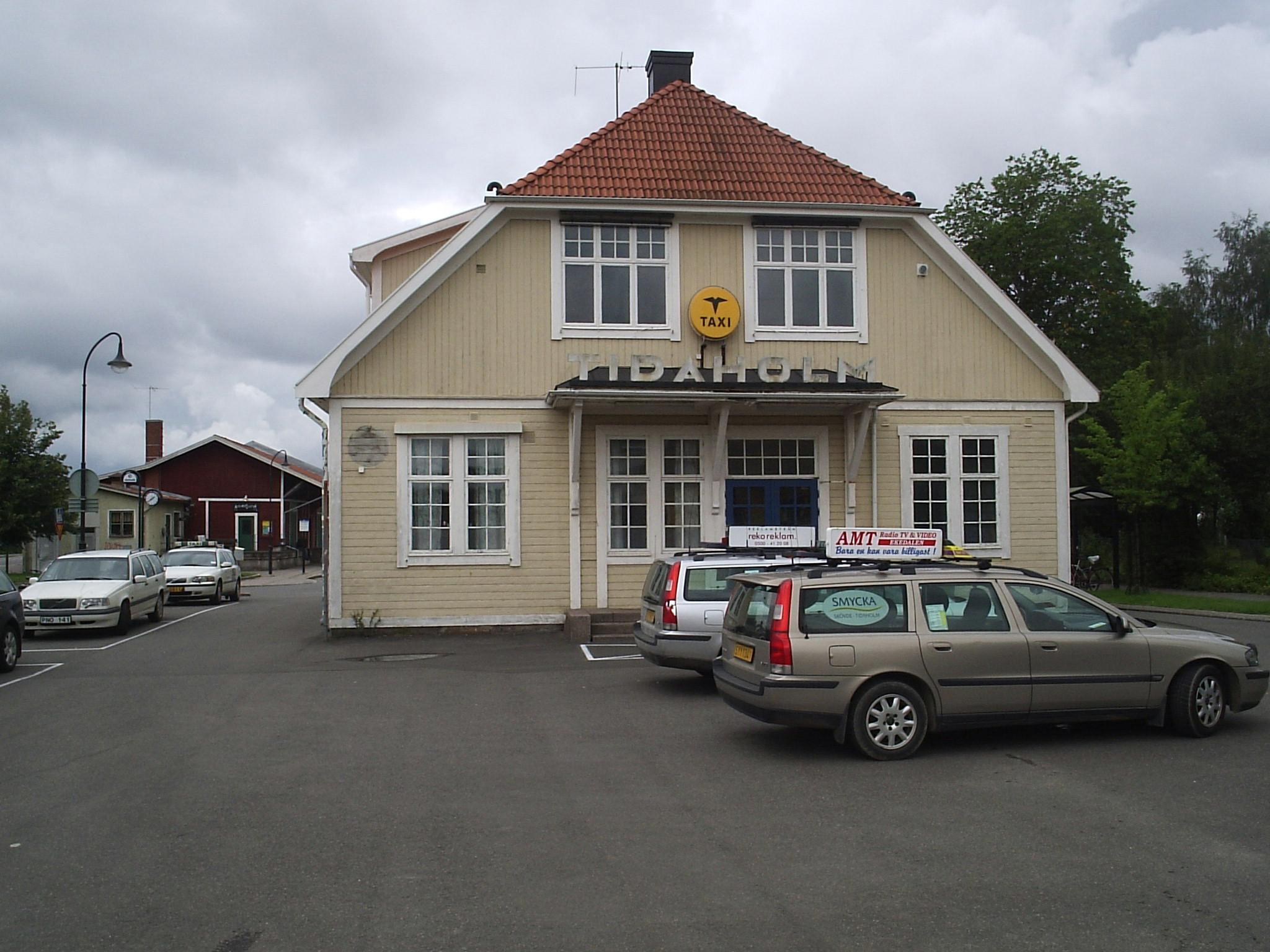
Ehemaliger Bahnhof in Tidaholm

Hohe Entwicklungskosten und der Einbruch der Verkäufe in der Folge der Weltwirtschaftskrise hatten zu einer Kontrolle durch die Hausbank geführt. Diese geriet jedoch selber in Schwierigkeiten und wurde schließlich von der Stockholms Enskilda Bank übernommen, hinter der die Familie Wallenberg stand. Diese kontrollierte bereits Tidaholms schärfsten Mitbewerber, Scania-VABIS. In Tidaholm war bereits im Oktober 1933 spekuliert worden, dass diese Konstellation zu Problemen führen könnte, denn auch Scania war angeschlagen, und die neue Konkurrenz durch Volvo machte sich bemerkbar. Das für Tidaholm schlimmste Szenario trat schließlich ein; Tidaholms bruk wurde zu Gunsten von Scania-VABIS aufgegeben. Bereits im Dezember 1933 wurde das Werk geschlossen, wovon etwa 340 Arbeitnehmer betroffen waren. Die meisten Immobilien wurden von der Stadt Tidaholm erworben, die Maschinen übernahm Scania-VABIS. Der Ort Tidaholm wurde somit besonders hart getroffen, weil kurz zuvor bereits Ivar Kreugers Streichholz-Imperium zusammengebrochen war.
Alfred von Essen verstarb 1937. Vom riesigen Besitz konnte das Haupthaus des Schlosses Helliden aus Mitteln seiner Witwe Ella von Essen (1869–1950) gehalten werden. Sie verlebte hier ihren Lebensabend.

## Pferdegezogene Fahrzeuge
Die Pferdewagen waren von guter Qualität. Besonderen Erfolg auch im Export hatte das Unternehmen mit einem einachsigen Wagen nach britischem Vorbild mit kugelgelagerten Rädern – damals ein Qualitätsmerkmal, einer sehr guten Aufhängung und guter Verarbeitung. Er wurde als Tidaholm Karren international bekannt und war ein Exporterfolg bis nach Afrika.
Während die Produktion von kommerziell nutzbaren Fuhrwerken 1921 endete blieb der Tidaholm Karren noch bis 1928 im Programm. Es scheint keinen Bezug zum heute im Ort aktiven Hersteller Tidaholmsvagnar Sverige zu geben.

## Motorfahrzeuge

### Nutzfahrzeuge

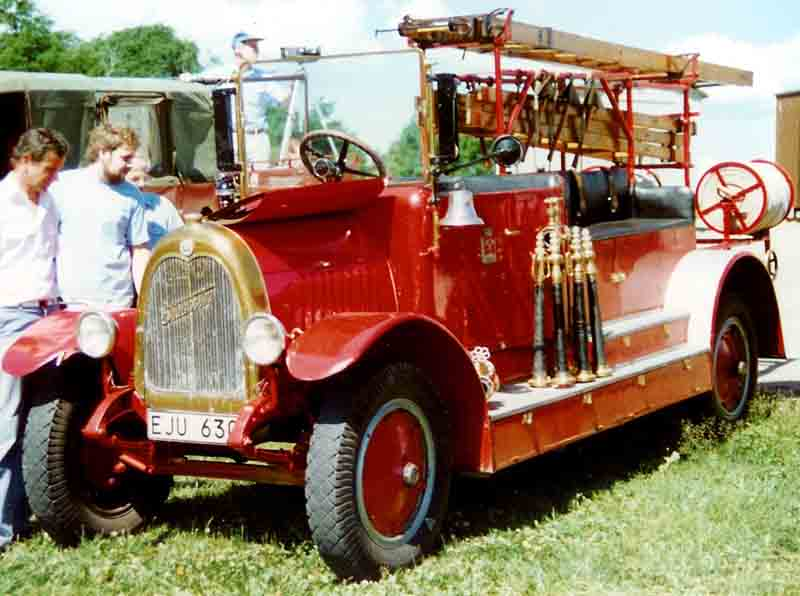
Tidaholm Löschfahrzeug, wahrscheinlich TSL (1927)

1903 wurde ein erster Lastkraftwagen hergestellt. Der Tor I hatte einen wassergekühlten Motor von 26 bhp Leistung bei 800/min. Je nach Quelle hatte er zwei oder vier Zylinder. Das Fahrzeug wog leer 2,7 tn. sh. und trug eine Nutzlast von 5 tn. sh.
Erst zwei Jahre später folgte mit dem Tor II ein weiterer Prototyp, der als Vierzylinder belegt ist.
Von den Ergebnissen der Motorfahrzeugversuche war sogar die Tidaholm-Geschäftsleitung positiv überrascht. 1907 begann die Produktion von Nutzfahrzeugen eher vorsichtig. Aus Kapazitätsgründen wurden zunächst Motoren deutscher Hersteller zugekauft. Nachdem anfänglich 12- und 16 PS-Motoren von Fafnir und später von Argus verwendet worden waren, fertigte Tidaholm bald eigene, basierend auf dem Argus-Vierzylinder. Das Unternehmen legte stets Wert darauf, möglichst viele Komponenten und Teile selber herzustellen. Die genannte Geschäftsverbindung zur Armee begann 1909, als diese eine Tidaholm-Ambulanz testete. 1911 erfolgte eine Bestellung für Tidaholm-Lkw, die damit zu den ersten schwedischen Militärlastwagen wurden. Die Post hatte ihre erste Bestellung 1910 aufgegeben. Stets stand Tidaholm in Konkurrenz zu Scania-Vabis und später auch Volvo, die sich ebenfalls erfolgreich um Staatsaufträge bemühten.

#### Ein fortschrittlicher Hersteller
Tidaholms bruk galt als qualitätsbewusst und innovativ. Bereits 1910 wurde ein erster Omnibus mit handgefertigter Stahlkarosserie an einen Kunden in Norwegen ausgeliefert. Dieses Fahrzeug hatte einen Vierzylindermotor mit 30 PS Leistung und ein Vierganggetriebe. Kurz darauf begann auch die Herstellung der genannten Feuerwehr-Einsatzfahrzeuge und 1915 erschien ein erster Lkw mit Wellenantrieb. 1919 wurde der letzte Tidaholm mit Antriebsketten ausgeliefert. 1917 waren Löschfahrzeuge mit Wellenantrieb, elektrischem Anlasser und einer Pumpe mit 600 Liter/Minute Leistung lieferbar. Erhältlich war auch eine Ausziehleiter, die an zwei großen Rädern befestigt war und am Heck des Fahrzeugs angebracht oder von diesem gezogen wurde.
Trotz stärkerer Konkurrenz durch Scania-VABIS konnte das Werk mit dem leichten und vielseitigen Tidaholm TSL einen markanten Erfolg verbuchen. Genaue technische Daten liegen nicht vor, doch hatte der TSL gegenüber dem Konkurrenzmodell von Scania einen deutlich günstigeren Listenpreis von SKR 9.500,- gegenüber SKR 11.400,- (1925). Der Kunde musste dafür eine schwächere Leistung von 26 bhp (Scania: 36 bhp) in Kauf nehmen, erhielt aber ein bereits ein mit Vierradbremsen ausgestattetes Fahrgestell. Tidaholms bruk lieferte auch komplette Aufbauten aus eigener Produktion und es gab mit dem TSLO auch ein Fahrgestell für Omnibusse mit 19 und später 21 Sitzen. Der größere T4O war ab 1927 für 33 Passagiere ausgelegt. Größere Busse waren bereits mit abgesenkter Plattform erhältlich.

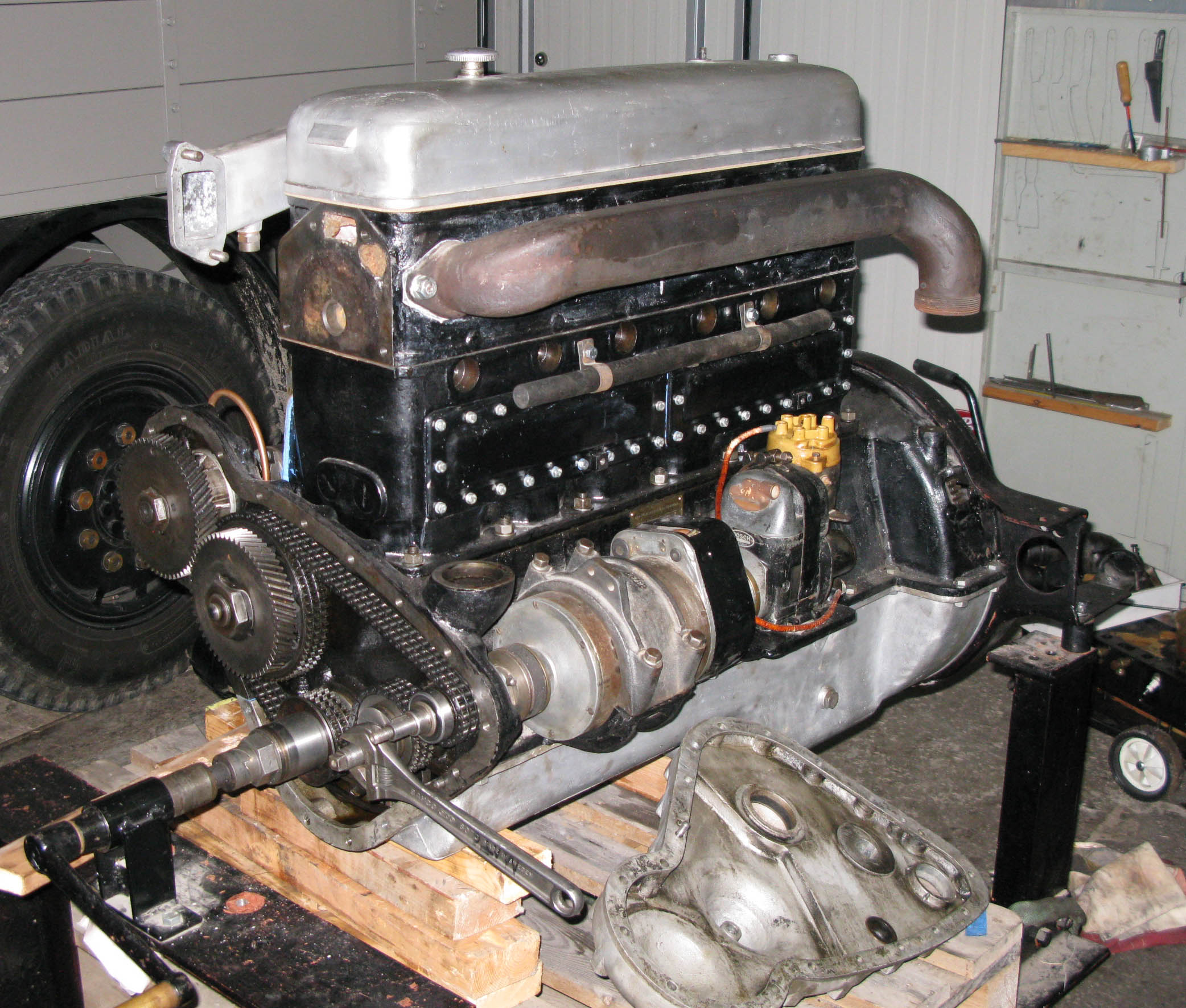
Tidaholm-Hesselman-Sechszylindermotor; zur Revision teilweise geöffnet (1930)

Nach dem mäßigen Erfolg des Holzgasmotors suchte das Werk Alternativen und fand sie im Hesselman-Motor, der technisch zwischen dem Otto- und Dieselmotor anzusetzen ist. Er kann mit verschiedenen Treibstoffen, unter anderem Diesel, anderen Leichtölen und auch Schweröl betrieben werden. Der 1925 vorgestellte Motor erfüllte bis zum Erscheinen leistungsfähigerer Dieselmotoren seinen Zweck und verlor in den 1930er Jahren wegen seiner komplexen Bauweise an Bedeutung. Die Quellen sind nicht eindeutig darin, ob Tidaholm diesen Motor zukaufte oder in Lizenz nachbaute; wahrscheinlicher erscheint letzteres. Ab 1929 war er im neuen Tidaholm T6 wahlweise mit einem Benziner-Sechszylindermotor erhältlich. Es gibt auch hier keine zuverlässigen Leistungsangaben; diese variieren von 75 bis 95 PS und 100 PS für die Benzinversion. Die Nutzlast wird mit 7–10 tn. sh. (6,3–9 t) angegeben, wobei 10 tn. sh. aus mehreren Quellen belegt sind.

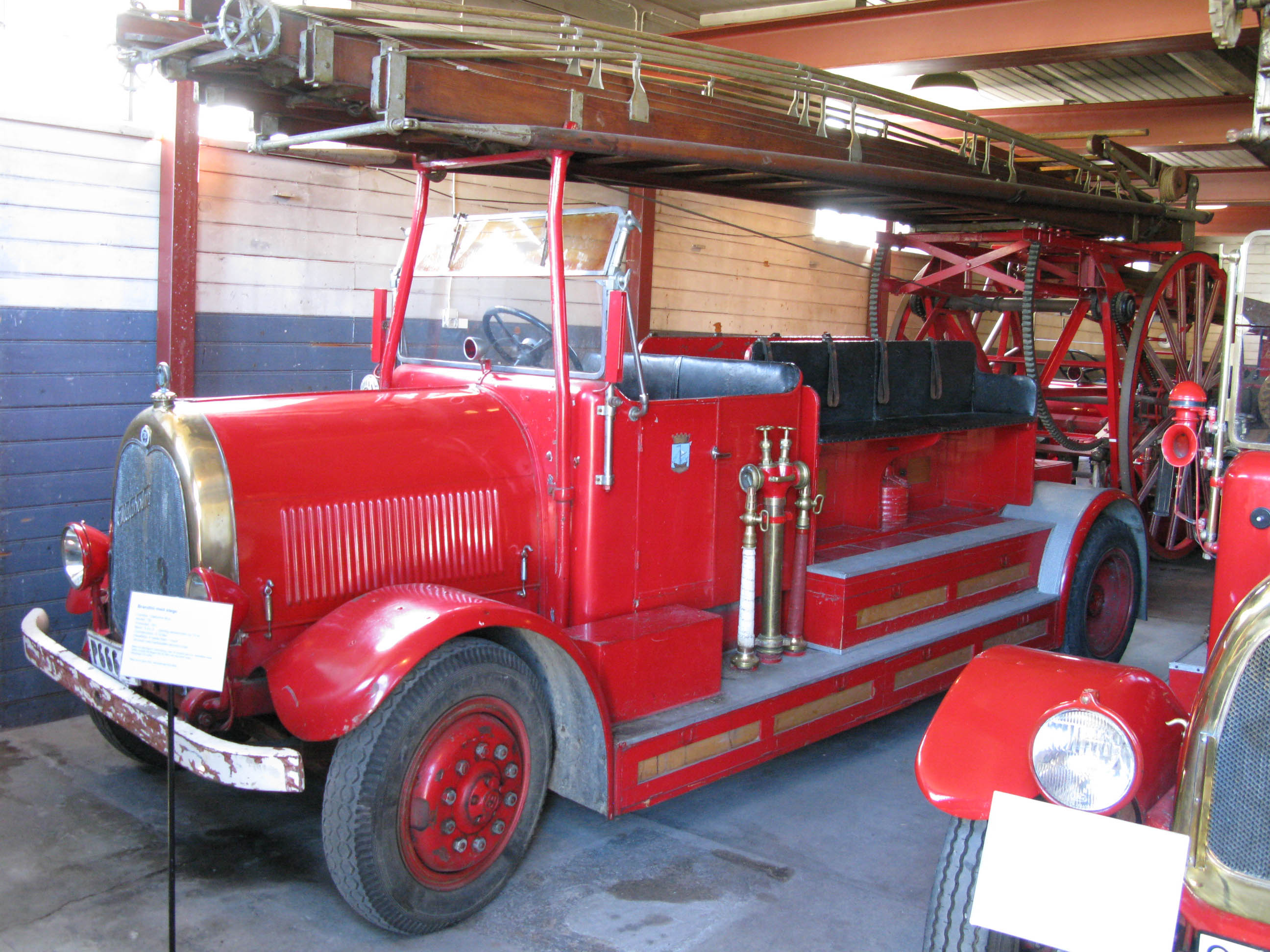
Löschfahrzeug Tidaholm T6L (1931)

Lastenzüge mit Hesselman-Motor sollen bis 14 t transportiert haben. 1930 folgte ein dreiachsiges Fahrgestell mit zwei angetriebenen Hinterachsen (Radformel 6 × 4). Ein solches Fahrzeug T6L3 ist vom Tidaholmer Museum aus erhaltenen Fragmenten und Komponenten als Überland-Lkw von 1933 rekonstruiert worden. Es hat eine nach vorn, neben den Motor verschobene Fahrerposition, wie sie oft auch in Omnibussen verwendet wurde, den Hesselman-Motor, ein Vierganggetriebe, hydraulisch betätigte Zweikreisbremsen und eine der ersten Schlafkabinen auf einem schwedischen Nutzfahrzeug. Die Nutzlast wird mit 6,5 t angegeben.
Das genannte hydraulische Bremssystem war ab 1929 auch auf kleineren Tidaholm-Lkw erhältlich. Diese gab es mit Nutzlasten zwischen 1,5 und 3 t und Vierzylindermotoren mit 35 bis 60 PS sowie für Busse in fünf Versionen ab 45 PS bis zum T6O mit 90 PS-Sechszylindermotor.

#### Road Train zum Personentransport
1931 wurde ein innovatives System für den Omnibus-Linienverkehr vorgestellt. Der Bus nahm bis zu 60 Passagiere auf, es ist allerdings nicht bekannt, ob Tidaholm einen Omnibus als Zugmaschine einsetzte, der ebenfalls Passagiere mitführte, oder ob alle Fahrgäste im Anhänger Platz nahmen. Dieser Anhänger hatte sowohl an der Front wie am Heck Anhängevorrichtungen, sodass an der Endstation das Zugfahrzeug ab- und am anderen Ende des Anhängers wieder angekoppelt werden konnte. Zudem waren alle Räder des Anhängers gelenkt, sodass er in der Spur der Zugmaschine fuhr. Die Idee einer gelenkten Anhängerkomposition war an sich nicht neu und es wurden dazu schon zu Beginn des 20. Jahrhunderts Patente ausgestellt, deren wahrscheinlich bekanntestes den französischen Train Renard betraf, den die Brüder Charles und Paul Renard 1904 vorstellten und einige Jahre lang mit mäßigem Erfolg vermarkten konnten.

#### Letzte Entwicklungen
Tidaholm brachte weitere Varianten seiner Baureihen heraus, darunter einen Müllwagen mit niedrigem Fahrgestell und eine Zugmaschine mit einem Periskop anstelle des Rückspiegels.
1932 erschien eine verbesserte Version des Hesselman-Motors, der nun 100 PS leistete. Für den erwähnten 72-sitzigen Bus, der größte in Skandinavien hergestellte, wurde ein Motor mit 115 PS vorgesehen.

### Traktoren

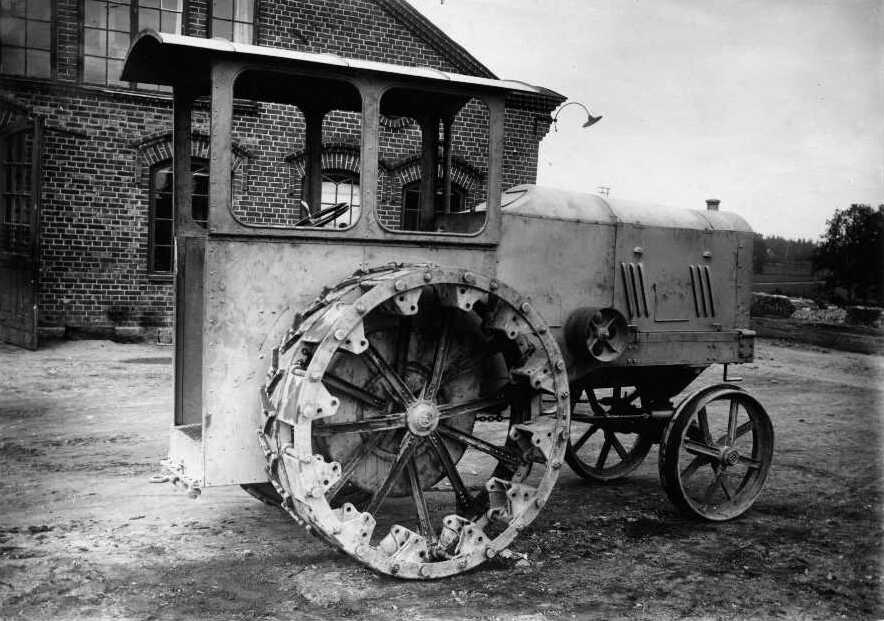
Tidaholm-Traktor (1919)

1919 wurde eine kleine Serie von 20 Traktoren aufgelegt. Zwei der Fahrzeuge wurden auf Farmen in Skåne län getestet. Das Projekt wurde aus unbekannten Gründen nicht weiterverfolgt und keiner der Traktoren gelangte in den Verkauf. Alle wurden 1923 abgebrochen. Die verwertbaren Komponenten wurden der Nutzfahrzeugproduktion zugeführt. Technische Daten liegen nicht vor.

### Automobile
Automobile waren kein Geschäftsbereich der Tidaholms Bruk AB. Zu den wenigen, die entstanden, gibt es widersprüchliche Angaben. Sie entstanden auf Lastwagenfahrgestellen. Ab 1909 wurde ein Vierzylindermotor von Bugatti verwendet. Nach einer anderen Quelle wurden nur vier Personenwagen hergestellt, alle zwischen 1911 und 1916. Das erste dieser Automobile wurde 1911 oder 1912 für die eigene Geschäftsleitung gebaut. Es wurde mit einem Fafnir-Motor ausgeliefert, der später gegen einen stärkeren aus eigener Produktion getauscht wurde. Auch das zweite Auto von 1912 war demnach ein Direktionsfahrzeug, das aber auch als Versuchsträger für eine geplante aber nie realisierte Pkw-Serienfertigung diente. Der dritte Wagen war offenbar eine Einzelanfertigung für einen russischen Adligen in St. Petersburg. Tidaholm garantierte eine Höchstgeschwindigkeit von 60 km/h. Das Fahrzeug wurde mit silbernen Beschlägen und einem Schriftzug in kyrillischer Schrift am Kühler ausgeliefert. Es ist unklar, ob ein Zusammenhang mit einem offenen Bus mit sechs Sitzreihen besteht, der im gleichen Jahr ebenfalls nach St. Petersburg geliefert wurde und offenbar für touristische Zwecke gedacht war. Der Käufer für das letzte Automobil war die Feuerwehr von Uppsala.
Keines dieser Automobile ist erhalten, doch dürfte der leichte Lkw von 1907 im Besitz des Tidaholmer Museums zumindest den vom Werk selber genutzten Fahrzeugen recht ähnlich gewesen sein.

## Produktion
Die vorhandenen Angaben über die bei Tidaholm gebauten Motorfahrzeuge weichen erheblich voneinander ab. Das Standardwerk von George Nick Georgano und G. Marshall Naul, Complete Encyclopedia of Commercial Vehicles, nennt in seiner Auflage von 1979 etwa 5.000 gebaute Fahrzeuge, eine schwedische nur 1'050 zwischen 1915 und 1934. Eine weitere schwedische Quelle nennt als Gesamtzahl zwischen 972 und 1055 Stück, davon 123 Stück 1928, 1929 und 1930 jeweils 105 Stück und 81 Stück im Jahr 1931. Die Produktion war vermutlich vom Verkaufsstart 1907 bis 1915 nicht sehr hoch, und offenbar sind hier auch einige Fahrzeuge eingerechnet, die nach der Schließung Ende 1933 montiert wurden. Belegt sind nur vier Personenwagen und 20 Traktoren, die später zurückgerufen und demontiert wurden.

## Fahrzeuge der Tidaholms Bruk heute

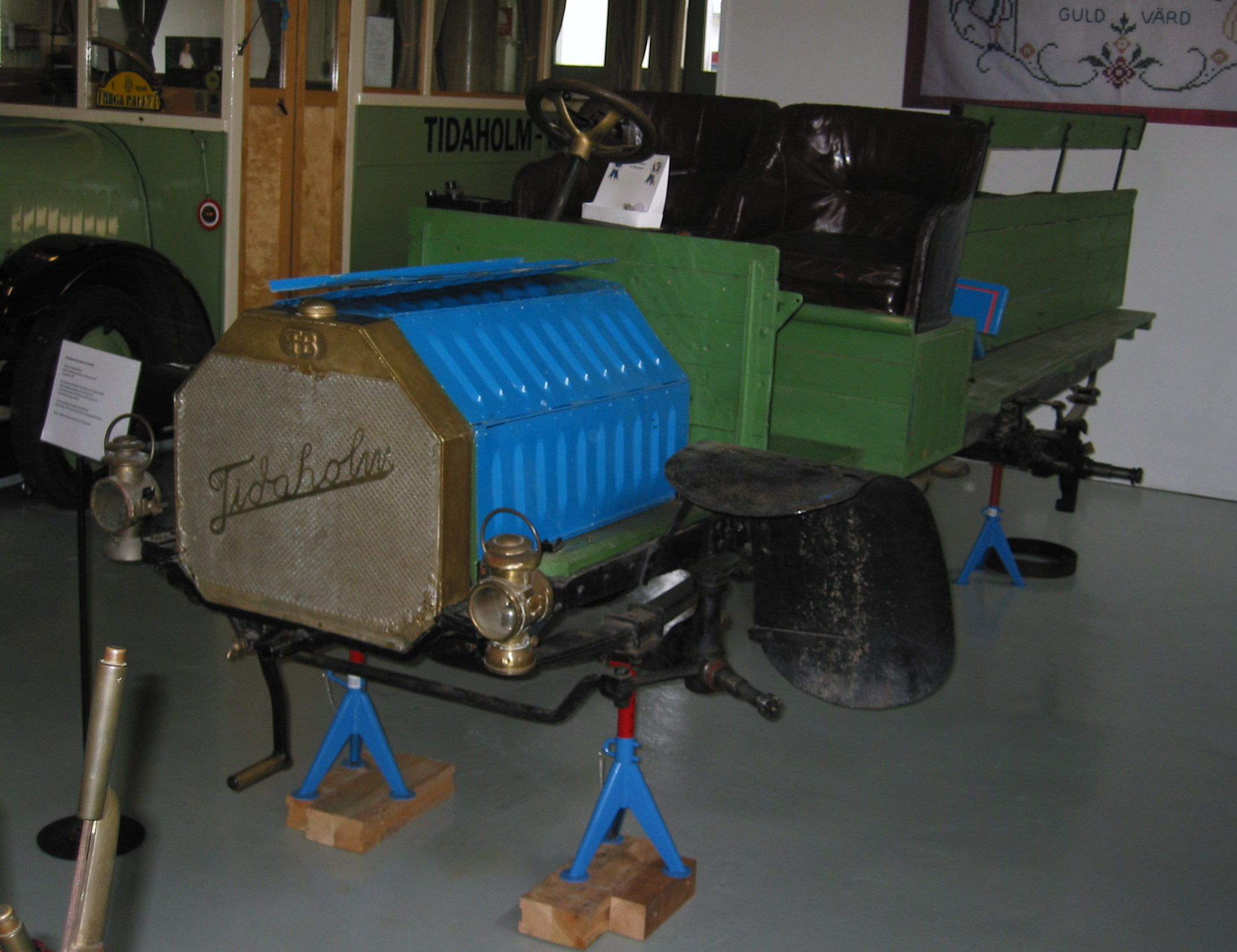
Der älteste erhaltene Tidaholm-Lkw (1907) vor seiner Restaurierung im Heimat- und Industriemuseum Tidaholm

Wenige Fahrzeuge sind erhalten, davon etwa ein Dutzend im Heimat- und Industriemuseum Tidaholm, das auf der Insel Vulcanon in einer aufwendig renovierten und angepassten ehemaligen Werkstätte der Vulcan-Streichholzfabrik eingerichtet wurde. Das Museum besitzt den ältesten erhaltenen Tidaholm-LKW, mehrere TSL-Schnelllaster, einen davon nachträglich als Bus karossiert, und je einen T6L und T6L3. Der Bus wie auch der Tidaholm T6L3 wurden aus Fragmenten aufwendig restauriert und rekonstruiert; letzterer hat einen Hesselman-Motor.

## Würdigung
Tidaholms bruk und die Nutzfahrzeuge scheinen bis heute tief im kollektiven Bewusstsein der Region verwurzelt. Es fällt auf, dass sich gerade um die Nutzfahrzeuge außergewöhnlich viele Anekdoten ranken, sodass es schwieriger ist, harte Fakten über die Fahrzeuge zu sammeln als Geschichten darüber. Es ist nicht verwunderlich, dass schwedische Quellen die Qualität der Produkte und ihren guten Ruf herausstellen.